# Polypedilum crenulosum
Polypedilum crenulosum är en tvåvingeart som beskrevs av Jean-Jacques Kieffer 1921. Polypedilum crenulosum ingår i släktet Polypedilum och familjen fjädermyggor.
Artens utbredningsområde är Polen. Inga underarter finns listade i Catalogue of Life.